# 나바라 정복
나바라 정복(Nafarroako konkista)은 아라곤 연합왕국의 왕 페란도 2세가 시작하여 1512년부터 1524년까지 길어진 여러 군사작전 끝에 카를 5세 시기에 완료되었으며, 반면 피레네 산맥의 북쪽의 나바라는 1528년까지 전쟁이 지속됐다. 페란도는 1512년에 아라곤의 왕이자 카스티야의 섭정이었다. 교황 율리오 2세는 1511년 말에 프랑스에 맞서 신성 동맹을 창설했고, 나바라 왕국을 중립을 유지하려했다. 페란도는 이를 나바라를 공격할 이유로 삼아, 나바라의 잠재적 보호자이던 프랑스가 잉글랜드, 베네치아, 페란도의 이탈리아 병력에게 집중을 한 동안에 정복하였다.
카스티야의 침입 (1512년)이 있고나서, 나바라령 이베리아에 대한 몇 차례 탈환 시도가 이뤄졌고, 특히 1516년에 별 열의가 없던 탈환 시도와 1521년 완전한 열의의 프랑스-나바라 연합군의 시도가 있었다. 이 모든 공격들은 스페인에게 격퇴당했고, 1528년 피레네 북쪽 지역에서 스페인 군대가 저지 나바라를 포기하면서 교전이 멈췄다. 1529년 스페인과 프랑스 사이에 맺은 캉브레 조약으로 피레네 산맥을 따라 나바라 분할을 하기로 결정했고, 저지 나바라에서 살아남은 독립 나바라 왕국은 프랑스와 친밀한 관계를 보인 알브레 가문이 그들의 베아른 공작 영지와 합쳐 통치했다. 나바라 왕국은 1620년 프랑스에 합병됐다 (명목상으로는 1790년).